# Tranebjerg
Tranebjerg ist mit 857 Einwohnern (1. Januar 2023) der größte Ort auf der dänischen Ostseeinsel Samsø. Er ist der Hauptort der Insel und somit Verwaltungszentrum der Samsø Kommune. Tranebjerg befindet sich im mittleren Süden von Samsø, Luftlinie etwa 35 km nordwestlich von Kalundborg auf Seeland und 46 km östlich von Horsens in Jütland. Die Ostseeküste ist von dem Ort circa 3 km entfernt. Die Einwohner von Tranebjerg machen einen Anteil von über 20 % der gesamten Inselbevölkerung aus.

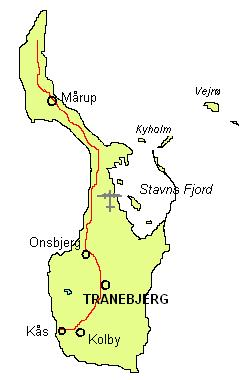
Die Lage von Tranebjerg auf Samsø

## Namensherkunft
Der Name Tranebjerg stammt von der ehemaligen Form Tranberg aus dem Jahre 1424. Er bedeutet auf Deutsch übersetzt Kranichberg.

## Geschichte
Die Tranebjerg Kirke wurde im 13. Jahrhundert im Norden des heutigen Siedlungsgebietes erbaut.
Im Jahre 1851 bestand das Dorf Tranebjerg aus zehn Bauernhöfen und 29 Wohnhäusern, bewohnt wurde der Ort von 220 Personen.
In der zweiten Hälfte des 19. Jahrhunderts und Anfang des 20. Jahrhunderts begann sich Tranebjerg zu einem immer bedeutenderen Ort zu entwickeln. Es siedelten sich unter anderem eine Maschinenfabrik, ein Hotel, eine Brauerei, ein lokal tätiges Gericht (1860), eine Telegrafenstation (1866), zwei Banken (1871, 1894), ein Versammlungshaus (1883), mehrere Schulen (1885, 1898, 1900), die Samsø Telefonselskab und eine Bibliothek (1896) an. 1917 wurde das Samsø Museum eröffnet, ein Jahr später begann der Bau eines Kreiskrankenhauses, welches 1919 fertiggestellt wurde. Zudem entstanden mehrere neue Zeitungsverlage im Ort.
1921 hatte Tranebjerg bereits 668 Einwohner, 1950 waren es bereits 864. 1962 entstand die Samsø Kommune aus den fünf früheren Gemeinden der Insel, deren Verwaltungszentrum der Ort wurde.
Ab der Mitte des 20. Jahrhunderts gab es einen Abwanderungstrend auf Samsø, die Einwohnerzahl Tranebjergs war 1970 auf 657 zurückgegangen. Diese Entwicklung stoppte später wieder, sodass Tranebjerg im Jahre 2006 wieder über 830 Einwohner hatte.

## Fotogalerie

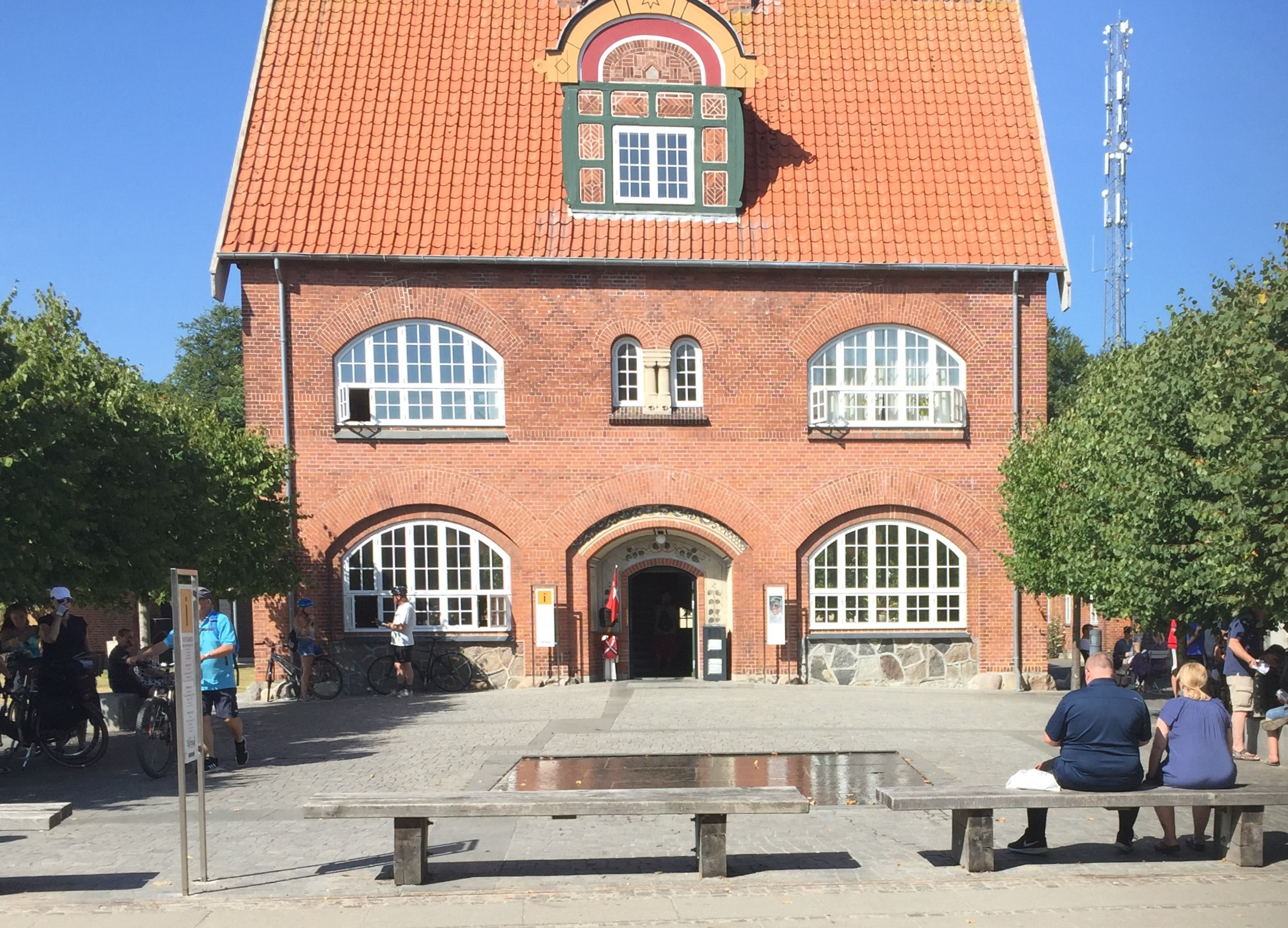
Das alte Rathaus im Zentrum von Tranebjerg
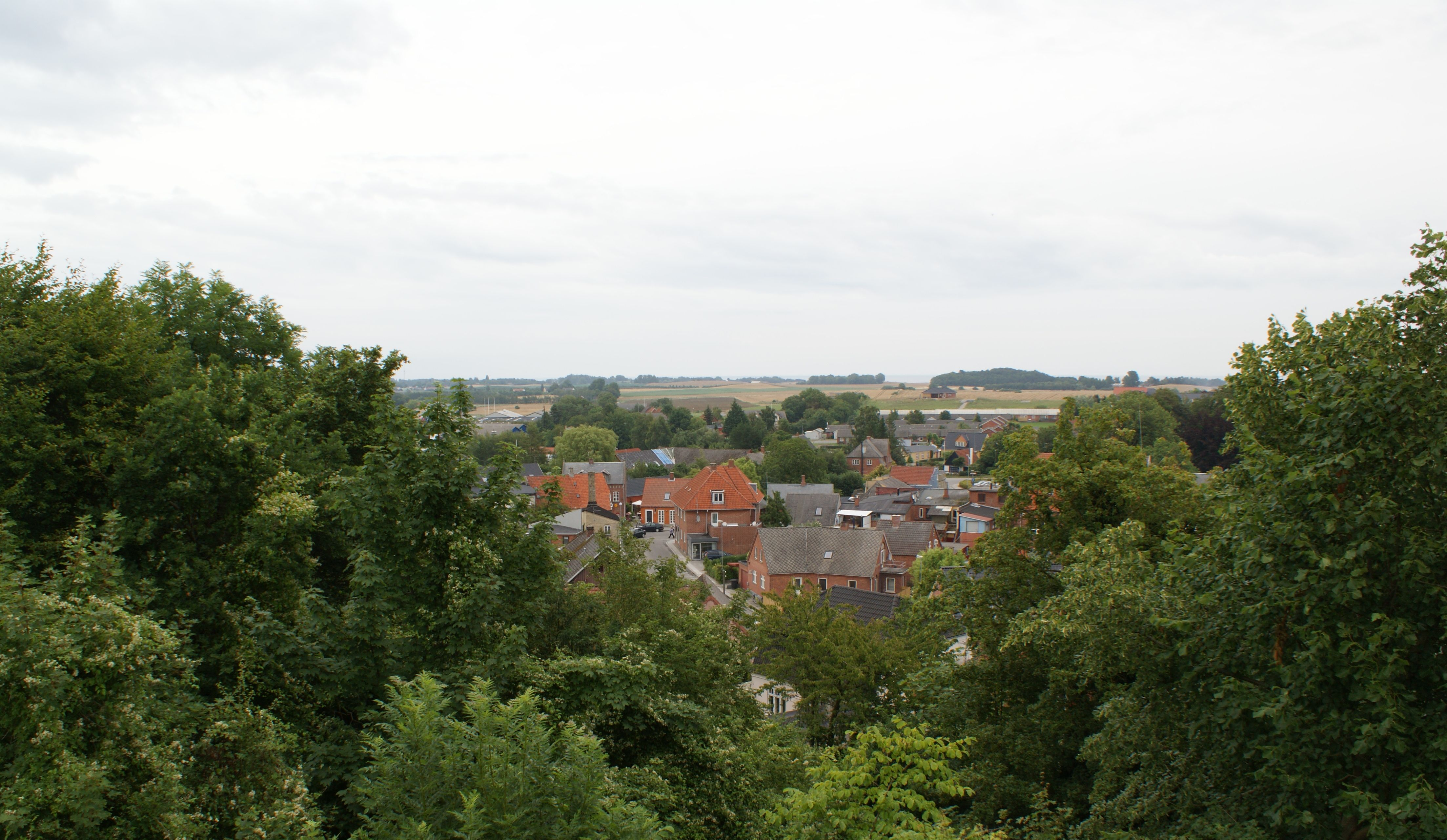
Blick vom Møllebakken im Zentrum des Ortes aus
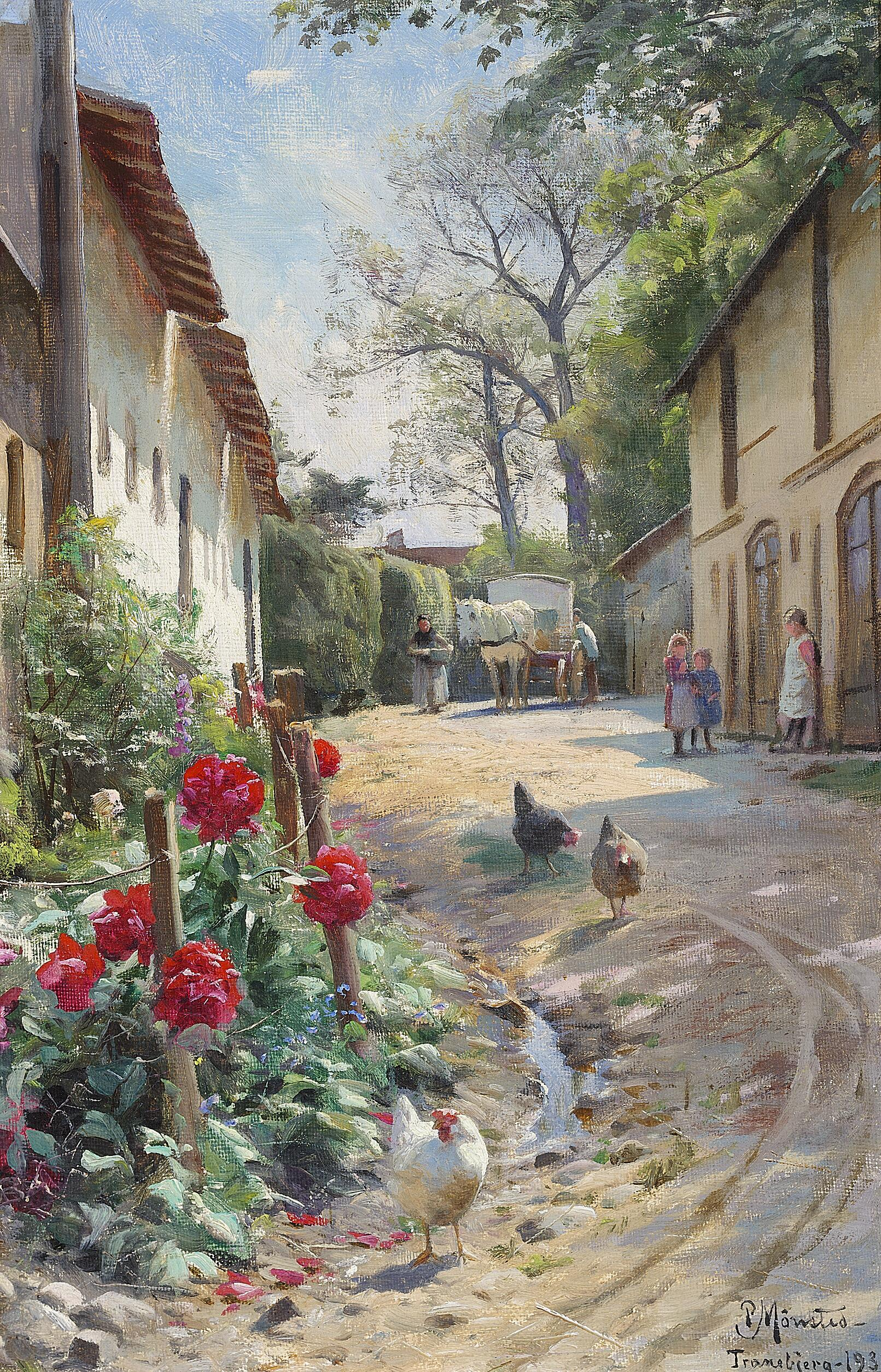
Gemälde von Peder Mønsted von 1932, welches Tranebjerg zeigt